# NGC 1277
NGC 1277 ist eine linsenförmige Galaxie vom Hubble-Typ S0 im Sternbild Perseus am Nordsternhimmel mit einem supermassereichen Schwarzen Loch im Zentrum. Sie ist schätzungsweise 229 Millionen Lichtjahre von der Milchstraße entfernt, hat einen Durchmesser von etwa 55.000 Lichtjahren und ist Mitglied des Perseus-Haufens Abell 426.
Im gleichen Himmelsareal befinden sich u. a. die Galaxien NGC 1273, NGC 1274, NGC 1276, NGC 1278, NGC 1281 und PGC 12405.
Eine Besonderheit von NGC 1277 zeigte im Jahr 2013 eine Studie von Ignacio Trujillo und Kollegen. Demnach haben alle Sterne dieser Galaxie ein hohes Alter von mehr als 10 Milliarden Jahren und sind in einem Zeitraum von wenigen Millionen Jahren entstanden.
Das Objekt wurde am 4. Dezember 1875 vom irischen Astronomen Lawrence Parsons, 4. Earl of Rosse, entdeckt.

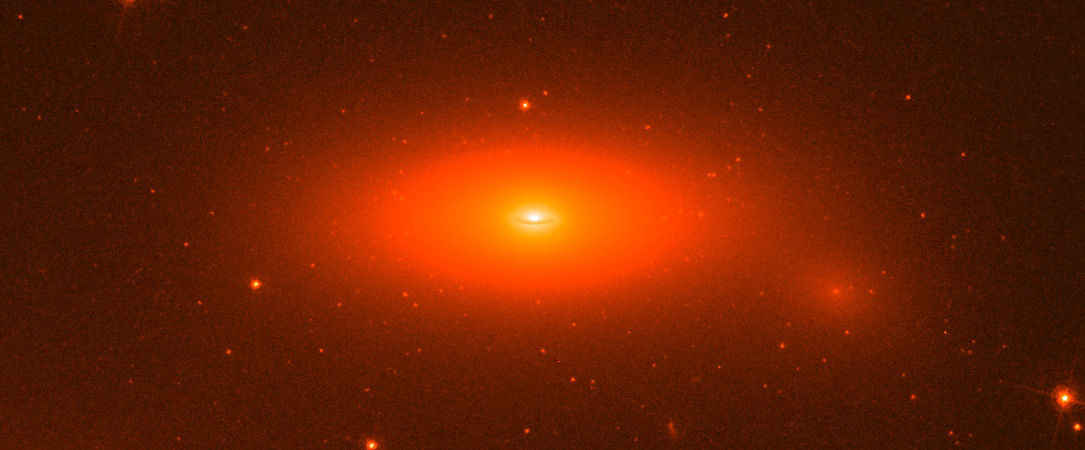
NGC 1277 (HST)

## Schwarzes Loch
Das Schwarze Loch im Zentrum von NGC 1277 ist eines der massereichsten, das bisher entdeckt wurde. Es wurde zunächst auf 17 Milliarden Sonnenmassen geschätzt, was etwa 14 % der Masse der Galaxie entspräche. Dies stünde im Widerspruch zu den gängigen Modellen, nach denen ein supermassereiches Schwarzes Loch dieser Größe eine viel größere Galaxie um sich haben müsste.
Eine Studie, die auf denselben Daten basierte und im darauf folgenden Jahr veröffentlicht wurde, kam zu einem gänzlich anderen Ergebnis. Das Schwarze Loch, das ursprünglich auf eine Masse von 17 Milliarden Sonnenmassen geschätzt wurde, war nicht so massereich wie zunächst angenommen. Es wurde nun auf 2 bis 5 Milliarden Sonnenmassen geschätzt. Das ist weniger als ein Drittel der zuvor geschätzten Masse.